# District de Marcigny
Tout d'abord appelé district de Semur, le district de Marcigny est une ancienne division territoriale française du département de Saône-et-Loire de 1790 à 1795.
Il était composé des cantons de Marcigny, Anzy, Bellevue les Foires, Chateauneuf, Chauffailles, Laclayette, Mailly, Melay, Montceaux et Semur.